# بيت شايع (الرجم)

تعديل مصدري - تعديل

بيت شايع هي إحدى قرى عزلة بني هيثم بمديرية الرجم التابعة لمحافظة المحويت، بلغ تعداد سكانها 100 نسمة حسب تعداد اليمن لعام 2004.